# Seboto
Seboto is een bestuurslaag in het regentschap Boyolali van de provincie Midden-Java, Indonesië. Seboto telt 4462 inwoners (volkstelling 2010).